# Frederick (Maryland)
Frederick je město ve Spojených státech amerických. Je hlavním městem okresu Frederick County ve státě Maryland. Je součástí metropolitní oblasti Washingtonu.
Ve městě žije přibližně 78 tisíc obyvatel, je tak druhým největším městem ve státě Maryland.  Město bylo založeno roku 1745.
Největším zaměstnavatelem ve městě je vojenská základna americké armády Fort Detrick, která je zaměřena na obranu proti biologickým zbraním.

## Rodáci
- Florence Trailová (1854–1944) – americká spisovatelka a pedagožka
- Alex Lowe (1958–1999) – americký horolezec
- Lester Bowie (1941–1999) – americký jazzový trumpetista
- Shawn Hatosy (* 1975) – americký herec

## Partnerská města
- Schifferstadt, Německo
- Aquiraz, Brazílie
- Landau in der Pfalz, Německo